# 843
| 843                |
| ------------------ |
| Dødsfald - Fødsler |
| • Begivenheder     |

| Gregoriansk kalender | 843 DCCCXLIII           |
| Ab urbe condita      | 1596                    |
| Armensk kalender     | 292 ԹՎ ՄՂԲ              |
| Kinesiske kalender   | 3539 – 3540 壬戌 – 癸亥 |
| Etiopisk kalender    | 835 – 836               |
| Jødisk kalender      | 4603 – 4604             |
| Hindukalendere       |                         |
| - Vikram Samvat      | 898 – 899               |
| - Shaka Samvat       | 765 – 766               |
| - Kali Yuga          | 3944 – 3945             |
| Iransk kalender      | 221 – 222               |
| Islamisk kalender    | 228 – 229               |

## Begivenheder
- Ved Traktaten i Verdun opsplittes frankerriget i tre dele: en vestlig del (det senere Frankrig), en midterdel (det senere Burgund) og en østlig del, der danner det Tysk-Romerske Rige.

| År | Spire Denne artikel om et år, årti, århundrede eller årtusinde er en spire som bør udbygges. Du er velkommen til at hjælpe Wikipedia ved at udvide den. |